# Komló
Komló (chor. Komlov) – miasto w południowych Węgrzech, w komitacie Baranya, ośrodek administracyjny powiatu Komló. Miejscowość leży w górach Mecsek i liczy prawie 25,3 tys. mieszkańców (I 2011).

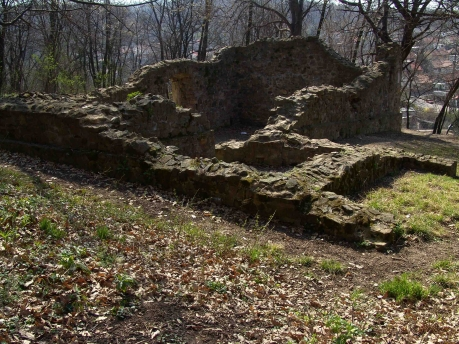
Ruiny średniowiecznej kaplicy w Komló